# Шониланд (Вирџинија)
Шониланд (енгл. Shawneeland) насељено је место без административног статуса у америчкој савезној држави Вирџинија.

## Демографија
По попису из 2010. године број становника је 1.873.
| Група             | 2000.    | 2010.         |
| Белци             | 0 (0,0%) | 1.778 (94,9%) |
| Афроамериканци    | 0 (0,0%) | 26 (1,4%)     |
| Азијати           | 0 (0,0%) | 9 (0,5%)      |
| Хиспаноамериканци | 0 (0,0%) | 39 (2,1%)     |
| Укупно            | 0        | 1.873         |